# باشگاه فوتبال دیریانگن
باشگاه فوتبال دیریانگن یک باشگاه فوتبال حرفه‌ای از نیکاراگوئه مستقر در دیریامبا است که در لیگ برتر نیکاراگوئه رقابت می‌کند. این باشگاه یکی از قدیمی‌ترین باشگاه‌ها نه تنها در نیکاراگوئه بلکه در آمریکای مرکزی است.

## تاریخچه
دیریانگن که در سال ۱۹۱۷ تأسیس شد، در مجموع ۳۰ عنوان داخلی کسب کرده است، از جمله حداقل یک عنوان در هر دهه از دهه ۱۹۴۰. آنها همچنین تنها باشگاهی در نیکاراگوئه هستند که در تمام فصل‌های لیگ برتر شرکت کرده‌اند. در نتیجه این موفقیت، باشگاه با شعار "دیریانگن هرگز کودکی نداشت، زیرا بزرگ به دنیا آمد" مرتبط شد.
قوی‌ترین دوران دیریانگن در دهه ۱۹۴۰ بود، زمانی که آنها شش قهرمانی متوالی (۱۹۴۰–۱۹۴۵) را به دست آوردند. آنها هفتمین قهرمانی را در سال ۱۹۴۹ به دست آوردند و سه بار در دهه ۵۰ (۱۹۵۳، ۱۹۵۶ و ۱۹۵۹) تاج را بر سر گذاشتند. یک ضعف طولانی در دهه ۱۹۶۰ برای باشگاه اتفاق افتاد، اما باشگاه با عناوین متوالی در ۷۰–۱۹۶۹ و دوباره در سال ۱۹۷۴ بازگشت.
دهه ۱۹۸۰ شاهد بازگشت به شکل روزهای شکوه گذشته بود. این دهه با یک هتریک (۱۹۸۱، ۱۹۸۲ و ۱۹۸۳) افتتاح شد و شامل قهرمانی‌های دیگر در سال‌های ۱۹۸۷ و ۱۹۸۹ بود. دهه ۱۹۹۰ نیز مشابه بود: یک هتریک قهرمانی از ۱۹۹۷–۱۹۹۴ و به دنبال آن قهرمانی در ۲۰۰۰–۱۹۹۹. با این حال، دهه ۲۰۰۰ به خوبی پیش نرفت. اگرچه دیریانگن در سال‌های ۰۵–۲۰۰۴ و ۰۶–۲۰۰۵ موفق به کسب عنوان قهرمانی شد، قدرت واقعی در نیکاراگوئه به رئال استیلی، برنده سیزده عنوان قهرمانی در ۱۶ سال، منتقل شد.
این باشگاه در فصل کلاسورا ۲۰۱۸ بعد از ۱۳ سال دوباره به قهرمانی رسید.

## افتخارات
- لیگ برتر نیکاراگوئه: ۳۱ قهرمانی
- جام حذفی نیکاراگوئه: ۳ قهرمانی